# Kridtsvinget
De Kridtsvinget (Nederlands: Krijtsnelwegtak) is een korte autosnelweg in Denemarken, die het centrum van Aalborg verbindt met de Limfjordtunnel. Bij Knooppunt Aalborg Nord heeft de Ådalsmotorvejen een aansluiting op de Nordjyske Motorvej richting Frederikshavn en Hirtshals.
De Kridtsvinget is administratief genummerd als M76. Dit nummer wordt echter niet op de bewegwijzering weergegeven.